# Yuta Someya
Yuta Someya (染谷 悠太 Someya Yuta?, Tokio, 30 de septiembre de 1986) es un exfutbolista japonés que jugaba como defensa.

## Trayectoria

### Clubes
| Club              | País  | Año       |
| ----------------- | ----- | --------- |
| Kyoto Sanga F. C. | Japón | 2009-2013 |
| Cerezo Osaka      | Japón | 2014-2015 |
| Kyoto Sanga F. C. | Japón | 2016-2018 |
| Kashiwa Reysol    | Japón | 2019-2022 |